# حي التعاونية
حي التعاونية هو أحد أحياء مدينة حماة، يقع في غرب مدينة حماة في سوريا، بالقرب من مطار حماة العسكري، و سكانه من المسلمين السنة.

## بنية تحتية
يحتوي على عدة منشآت حكومية وخاصة منها كلية الطب البشري في حماة (العيادات الشاملة سابقاً) وعدة مدارس منها: ابن  خلدون  وخالد  حداد  ومحمود  النيصافي. والعديد  من  المساجد  منها: مسجد  خالد  بن  الوليد ومسجد  أبو  عبيدة  بن  الجراح، أغلب بناءه من طابقين لعدم سماح المطار العسكري بالبناء العالي.